# Jaime Czarkowski
Jaime Czarkowski (Calgary, 5 de dezembro de 2003) é uma nadadora artística estadunidense.

## Carreira
Czarkowski nasceu em 5 de dezembro de 2003, em Calgary, onde cresceu. Seu pai, Mark, era um jogador de beisebol da liga secundária do Seattle Mariners. Ela possui dupla cidadania canadense-americana. Czarkowski começou a competir em nado sincronizado aos seis anos, seguindo um vizinho. Ela estabeleceu como meta se tornar uma atleta olímpica aos oito anos, após conhecer a medalhista olímpica Cari Read. Ela se formou na Western Canada High School em Calgary.
Membro do clube Calgary Aquabelles, Czarkowski competiu inicialmente em eventos pelo Canadá. Ela fez sua primeira seleção canadense aos 13 anos e se tornou membro da seleção nacional júnior aos 14, sendo selecionada para o Campeonato Mundial Júnior da FINA. Durante a pandemia de COVID-19, enquanto treinava em casa, ela percebeu que a seleção americana contratou Andrea Fuentes como treinadora, alguém que Czarkowski admirava.
Czarkowski entrou em contato com a equipe dos EUA sobre a possibilidade de se juntar a eles. Após um teste bem-sucedido, ela entrou para a equipe e se mudou para Los Angeles em 2021. Ela competiu pelos EUA na FINA Artistic Swimming World Series de 2022, ganhando medalhas de ouro em seis eventos, e no Campeonato Mundial de Esportes Aquáticos de 2022, com uma melhor colocação de quinto. Ela ganhou quatro medalhas na Copa do Mundo de 2023, duas no Campeonato Mundial de Esportes Aquáticos de 2023, duas no Campeonato Mundial de Esportes Aquáticos de 2024 e seis na Copa do Mundo de 2024.
Nos Jogos Olímpicos de Verão de 2024, em Paris, conquistou a medalha de prata na competição por equipes na natação artística, ao lado de Anita Alvarez, Megumi Field, Keana Hunter, Audrey Kwon, Jacklyn Luu, Daniella Ramirez e Ruby Remati.